# Österreichische Fußball-Amateurstaatsmeisterschaft
Die Österreichische Amateurstaatsmeisterschaft war ein Fußball-Wettbewerb in Österreich, der in den Jahren 1929 bis 1937 ausgetragen wurde. Er ermöglichte in erster Linie den österreichischen Amateur-Teams aus den Bundesländern an einer österreichweiten Meisterschaft teilzunehmen, was davor den Profis aus der Bundeshauptstadt Wien vorbehalten war.

## Modus
Teilnahmeberechtigt an der Österreichischen Amateurstaatsmeisterschaft waren alle Landesmeister der Bundesländer sowie die besten Amateurmannschaften Wiens und des Burgenlandes. Der Wiener Vertreter war zumeist der Meister der 3. Klasse Wien, während die burgenländischen Vereine in den Meisterschaften Niederösterreichs und der Steiermark spielten. Die Meisterschaft wurde im K.-o.-System ausgespielt, die Einteilung der ersten Runde fand nach regionalen Kriterien in einen West- und Ostkreis statt.

## Die Finalspiele
| Jahr | Österreichischer Amateurmeister |   | Vize-Amateurmeister bzw. Finalist | Spiel 1 | Spiel 2  |
| ---- | ------------------------------- | - | --------------------------------- | ------- | -------- |
| 1929 | Grazer AK                       | – | FC Lustenau 07                    | 2:2     | 3:0      |
| 1930 | Kremser SC                      | – | FA Turnerbund Lustenau            | 7:2     | 1:3      |
| 1931 | Linzer ASK                      | – | Grazer AK                         | 1:1     | 2:1      |
| 1932 | Grazer AK                       | – | Linzer ASK                        | 2:0     | 4:2      |
| 1933 | Grazer AK                       | – | FC Lustenau 07                    | 3:1     | 4:2      |
| 1934 | SK Sturm Graz                   | – | Salzburger AK 1914                | 2:1     | 2:0      |
| 1935 | Badener AC                      | – | Salzburger AK 1914                | 1:4     | 3:0; 3:2 |
| 1936 | 1. Wiener Neustädter SC         | – | Innsbrucker AC                    | 3:2     | 6:0      |
| 1937 | Post SV Wien                    | – | Salzburger AK 1914                | 4:0     | 2:2      |

## Titelverteilung
- 3 × Meister:
  - Grazer AK
- 1 × Meister:
  - Kremser SC
  - Linzer ASK
  - SK Sturm Graz
  - Badener AC
  - 1. Wiener Neustädter SC
  - Post SV Wien